# My Teen Romantic Comedy is Wrong as I Expected
My Teen Romantic Comedy is Wrong as I Expected (やはり俺の青春ラブコメはまちがっている。, Yahari ore no seishun Rabu Kome wa machigatteiru., litt. « Au bout du compte, ma comédie romantique d'adolescent est une erreur. »), abrégée en Hamachi (はまち) et en OreGairu (俺ガイル) et également connue sous le titre My Teen Romantic Comedy SNAFU, est une série de light novel écrite par Wataru Watari et illustrée par Ponkan8 relatant les aventures de Hikigaya Hachiman, un jeune lycéen au sein du « club des volontaires » dans lequel il fera de nombreuses rencontres afin de se socialiser.
La série a été adaptée en trois mangas par Rechi Kazuki, Naomichi Io et Yūta Taneda. Elle est également adaptée en anime avec une première saison diffusée au Japon entre avril 2013 et juin 2013, une deuxième diffusée entre avril 2015 et juin 2015, et une dernière saison initialement prévue pour avril 2020 avant d'être repoussée pour juillet 2020. Un jeu vidéo accompagné d'un OAV est également sorti sur PlayStation Vita en septembre 2013. Un second jeu vidéo accompagné d'un OAV est proposé sur PlayStation Vita en octobre 2016.

## Synopsis
Peu social, Hikigaya est un adolescent n'ayant jamais eu d'amis et portant un regard relativement négatif sur les autres lycéens. Pour changer sa vision du monde, son professeur le force à intégrer le Club des Volontaires tenu par une élève modèle nommée Yukinoshita. Avec son franc parler et sa rhétorique sarcastique, cette dernière saura tenir tête à Hikigaya sans pour autant réussir à modifier l'attitude de ce dernier. Malgré leurs avis divergents, ils essaieront ensemble de répondre aux attentes de leurs camarades qui n'hésiteront pas à leur demander de l'aide pour divers problèmes.

## Personnages

### Club des volontaires
Hachiman Hikigaya (比企谷 八幡, Hikigaya Hachiman)
Voix japonaise : Takuya Eguchi
Le protagoniste de la série. Il est isolé et sans amis. On lui fait parfois remarquer que ses yeux ressemblent à ceux d'un poisson mort. Il pense que la jeunesse est une illusion créée par les hypocrites pour les hypocrites et que cette illusion est née des échecs passés. Il est amené à rejoindre le Club des Volontaires par son professeur en espérant que cela puisse le changer. Yuigahama le surnomme souvent « Hikki ». Il a été classé troisième de sa classe pour le test de compétence en japonais.
Lors du premier jour pour sa première année de lycée, en tentant de sauver le chien de Yui, il est impliqué dans un accident de voiture qui aboutit à 3 semaines d'hôpital avec une fracture ouverte. Considérant cela il pense que la gentillesse dont fait preuve Yui envers lui est due à de la culpabilité et il va la rejeter indirectement parce qu'il ne veut pas qu'elle lui soit redevable et que ça lui cause des ennuis. Il sera aussi plus distant avec Yukino après avoir réalisé qu'elle était la propriétaire de la voiture responsable de l'accident et que celle-ci semble omettre ce fait.
Yukino Yukinoshita (雪ノ下 雪乃, Yukinoshita Yukino)
Voix japonaise : Saori Hayami
La responsable du Club des Volontaires. Issue d'une famille riche, elle est intelligente et belle, on la surnomme la « reine des glaces » du fait de son comportement glacial. En raison de sa popularité auprès des garçons, beaucoup de filles l'envient, c'est ce qui la pousse à s'isoler car celles-ci ne se préoccupent finalement que de son « élimination » au lieu d'essayer de s'améliorer. Elle trouve étrange que ce soit ceux qui ont du talent qui souffrent, c'est dans cette lancée qu'elle veut changer le monde et tous ceux qui y sont. Du fait de sa personnalité, elle n'apprécie pas la naïveté dont les autres font preuve et n'hésite pas à le montrer, particulièrement à Yui. Cette franchise qu'elle a avec Yui installera une certaine complicité entre elles qui fera que celle-ci finira par l'appeler affectueusement « Yukinon ». Après le festival d’athlétisme, à la suite de la demande d'amitié d'Hachiman, elle explique qu'elle ne le reconnaît toujours pas comme un ami, mais plutôt comme une connaissance.
Yui Yuigahama (由比ヶ浜 結衣, Yuigahama Yui)
Voix japonaise : Nao Tōyama
Yui est dans la même classe que Hachiman. Son caractère rappelle le stéréotype de la fille naïve mais joyeuse et pétillante. Elle fut la première cliente du Club des Volontaires : elle voulait apprendre à confectionner des cookies pour pouvoir en offrir par la suite. Yui ressent le besoin de se faire apprécier, c'est ce trait de personnalité qui l'empêche parfois d'énoncer clairement ses pensées et qui fait qu'elle tente la plupart du temps de s'adapter aux besoins des autres par peur de les perdre en tant qu'amis. C'est pourquoi elle admire beaucoup Hachiman et Yukino pour leur capacité à dire ce qu'ils pensent et leur désintérêt pour l'avis que les autres portent à leur égard. Elle pense que le talent est inné et aspire souvent à ressembler aux autres mais en discutant avec Yukino apparemment elle semble avoir quelque peu changé sa façon de penser[Comment ?].

### Classe 2F
Saika Totsuka (戸塚 彩加, Totsuka Saika)
Voix japonaise : Mikako Komatsu
Membre du tennis club, il éprouvera un fort sentiment d'amitié envers Hiki. Il a une apparence féminine qui perturbe parfois Hachiman lors de leurs échanges.
Saki Kawasaki (川崎 沙希, Kawasaki Saki)
Voix japonaise : Ami Koshimizu
Adolescente aux cheveux blancs qui n'a que faire des autres. On apprendra qu'elle travaille très tard jusqu'à 5h du matin pour pouvoir entrer dans une bonne université
Hayato Hayama (葉山 隼人, Hayama Hayato)
Voix japonaise : Takashi Kondō
Hayato est un ami d'enfance de Yukino. Il est le centre d'attention principal de sa classe et aussi la star de l'équipe de foot. Il est extrêmement gentil avec tout le monde même avec Hachiman et offre souvent son aide aux autres.
Yumiko Miura (三浦 優美子, Miura Yumiko)
Voix japonaise : Takashi Kondō
Fille populaire avec une personnalité pompeuse, Yumiko est la figure féminine principale du groupe de Hayato. En raison de sa popularité, elle n'a aucun ennui pour se faire des « amis » et ainsi manifeste une certaine incompréhension envers les personnes qui ont des ennuis sociaux. Elle renie, en disant que ce n'est pas logique ou que ça n'a pas de sens, toutes les choses qu'elle ne comprend pas.
Hina Ebina (海老名 姫菜, Ebina Hina)
Voix japonaise : Nozomi Sasaki
Fille qui semble avoir pour passion l'homosexualité masculine.
Kakeru Tobe (戸部 翔, Tobe Kakeru)
Voix japonaise : Chado Horii (ja)
Hayato dit de lui qu'il a une mauvaise image de lui mais qu'il est en réalité le meilleur dans la gestion de l'ambiance et qu'il est très actif lors des évènements.
Yamato (大和, Yamato)
Voix japonaise : Yoshihisa Kawahara (ja)
Hayato dit de lui qu'il est calme et bon auditeur et aussi froid mais qu'il rend détendu tout le monde autour de lui.
Ōoka (大岡, Ōoka)
Voix japonaise : Minoru Shiraishi (ja)
Hayato dit de lui qu'il est très sympathique et attentionné et qu'il aide toujours les gens.
Minami Sagami (相模 南, Sagami Minami)
Voix japonaise : Minako Kotobuki
Elle s'est portée volontaire pour être l'organisatrice du festival culturel ; néanmoins elle demande de l'aide auprès du club des volontaires pour l'aider dans ce projet. Ainsi Yukino a pris le rôle de son assistante mais s'est révélée aux yeux des autres comme celle qui a le plus contribué à la réussite du festival. Minami, déprimée d'avoir été inutile, refuse de prononcer son discours et d'annoncer les résultats finaux pour conclure la cérémonie. Cependant Hachiman décide de devenir le bouc émissaire en étant ignoble envers elle, ce qui lui permet de l'écarter de tout blâme. Finalement, elle ira quand même prononcer son discours de clôture.

### Autres
Shizuka Hiratsuka (平塚 静, Hiratsuka Shizuka)
Voix japonaise : Ryōka Yuzuki
Shizuka est le professeur d'Hachiman, un professeur de langue qui sert néanmoins de conseiller et de consultant pour le club des volontaires. Elle est consciente des « problèmes » d'Hachiman et prend des mesures pour tenter de le libérer. Sa première réaction était de le forcer à rejoindre le Club des Volontaires. Elle semble beaucoup fumer et est très sensible en ce qui concerne son âge et son célibat. Après l'incident du festival culturel, elle dit à Hachiman qu'aider quelqu'un n'est pas une raison valable pour qu'il se blesse quand bien même s'il est habitué : il existe néanmoins des personnes qui seraient blessées juste en le regardant blesser sois-même. Elle était aussi le professeur d'Haruno Yukinoshita, avec qui elle avait fait un concert.
Komachi Hikigaya (比企谷 小町, Hikigaya Komachi)
Voix japonaise : Aoi Yūki
Komachi est la petite sœur d'Hachiman qui contrairement à son frère est gaie et plus énergique. Elle comprend que son frère a une personnalité « corrompue » mais se soucie quand même de lui. Elle essayera de rapprocher indirectement Yukino et Hachiman en les laissant délibérément seuls au centre commercial.
Haruno Yukinoshita (雪ノ下 陽乃, Yukinoshita Haruno)
Voix japonaise : Mai Nakahara
Haruno est la sœur aînée de Yukino. Cependant, contrairement à Yukino, elle montre une attitude plutôt amicale envers les autres personnes. Tandis que Yukino ressent une certaine animosité envers celle-ci. C'est une ancienne élève du lycée Sobu.
Iroha Isshiki (一色 いろは, Isshiki Iroha)
Voix japonaise : Ayane Sakura
Iroha est une étudiante de première année qui dirige l'équipe de football du lycée. Enjouée et sociable, elle fait sa première apparition en allant demander de l'aide au Club des volontaires afin de devenir présidente du conseil des élèves. Recommandée à la suite d'un prank, et malgré son désintérêt envers la tâche, Iroha souhaite être aidée de façon à ne pas être élue sans pour autant perdre de manière pathétique. Toutefois, elle finit par accepter et apprécier son rôle après un échange avec Hachiman. Un gag récurrent se produit quand les deux sont ensemble : Iroha interprète mal la conversation et le rejette prestement.
Yoshiteru Zaimokuza (材木座 義輝, Zaimokuza Yoshiteru)
Voix japonaise : Nobuyuki Hiyama
Zaimokuza est un étudiant de la classe 2C totalement détaché de la réalité. En effet, il joue un personnage basé sur un monde imaginaire qu'il a créé. Il souhaite devenir un auteur de light novels.
Taishi Kawasaki (川崎 大志, Kawasaki Taishi)
Voix japonaise : Ayumu Murase
Taishi est le petit frère de Saki et le camarade de classe de Komachi.
Rumi Tsurumi (鶴見 留美, Tsurumi Rumi)
Voix japonaise : Sumire Morohoshi
Rumi est une élève de primaire solitaire qui a participé à une colonie de vacances. Hachiman va essayer de l'intégrer dans le groupe, sans grand succès, car elle ne voulait pas vraiment changer de situation, affirmant que tout était de sa faute.

## Light novel
La série de light novel Yahari ore no seishun Love Come wa machigatteiru. (やはり俺の青春ラブコメはまちがっている。) est écrite par Wataru Watari et illustrée par Ponkan8. Elle est éditée par Shōgakukan sous sa marque de publication Gagaga Bunko avec le premier volume est sorti le 18 mars 2011. En août 2017, il a été annoncé que le 12e volume marquerait le début du dernier arc narratif de la série. La série s'est conclue avec son 14e volume, publié mi-novembre 2019.
Un recueil de nouvelles, dit « volume 7.5 », a été publié en août 2013. Trois courts volumes supplémentaires, 6.25, 6.50 et 6.75, ont été publiés avec les éditions limitées des 1er, 3e et 5e coffrets Blu-ray/DVD de la série télévisée d'animation, et ont été compilés en un seul volume, numéroté « 6.5 », en juillet 2014. Un autre volume de collection de nouvelles, intitulé « 10.5 », a été publié en mars 2015.
En janvier 2017, la maison d'édition Ofelbe a annoncé l'obtention de la licence de la série pour la version française sous le nom My Teen Romantic Comedy et avait initialement prévu de publier le premier volume en juillet 2017. Après différents reports à la suite de validations retardées des ayants droit,, le premier volume de la version française, avec le titre complet My Teen Romantic Comedy is Wrong as I Expected, est finalement publié à partir de mars 2018.

### Liste des volumes
| no                                                                              | Japonais          | Japonais                                                                 | Français          | Français          |
| no                                                                              | Date de sortie    | ISBN                                                                     | Date de sortie    | ISBN              |
| ------------------------------------------------------------------------------- | ----------------- | ------------------------------------------------------------------------ | ----------------- | ----------------- |
| 1                                                                               | 18 mars 2011      | 978-4-09-451262-5                                                        | 15 mars 2018      | 978-2-3730-2036-6 |
| 2                                                                               | 20 juillet 2011   | 978-4-09-451286-1                                                        | 12 juillet 2018   | 978-2-3730-2037-3 |
| 3                                                                               | 18 novembre 2011, | 978-4-09-451304-2 (édition standard) 978-4-09-451307-3 (édition limitée) | 30 janvier 2020   | 978-2-3730-2038-0 |
| Extra : Au Japon, l'édition limitée de ce volume est comprise avec un drama CD. |                   |                                                                          |                   |                   |
| 4                                                                               | 16 mars 2012,     | 978-4-09-451332-5 (édition standard) 978-4-09-451333-2 (édition limitée) | 11 mars 2021      | 978-2-3730-2068-7 |
| Extra : Au Japon, l'édition limitée de ce volume est comprise avec un artbook.  |                   |                                                                          |                   |                   |
| 5                                                                               | 18 juillet 2012   | 978-4-09-451356-1                                                        | 29 février 2024   | 978-2-3730-2071-7 |
| 6                                                                               | 20 novembre 2012  | 978-4-09-451380-6                                                        | 12 septembre 2024 | 978-2-3730-2089-2 |
| 7                                                                               | 19 mars 2013,     | 978-4-09-451402-5 (édition standard) 978-4-09-451403-2 (édition limitée) | —                 |                   |
| Extra : Au Japon, l'édition limitée de ce volume est comprise avec un drama CD. |                   |                                                                          |                   |                   |
| 7.5                                                                             | 20 août 2013      | 978-4-09-451434-6                                                        | —                 |                   |
| 8                                                                               | 19 novembre 2013, | 978-4-09-451451-3 (édition standard) 978-4-09-451453-7 (édition limitée) | —                 |                   |
| Extra : Au Japon, l'édition limitée de ce volume est comprise avec un artbook.  |                   |                                                                          |                   |                   |
| 9                                                                               | 18 avril 2014     | 978-4-09-451482-7                                                        | —                 |                   |
| 6.5                                                                             | 22 juillet 2014,  | 978-4-09-451501-5 (édition standard) 978-4-09-451502-2 (édition limitée) | —                 |                   |
| Extra : Au Japon, l'édition limitée de ce volume est comprise avec un drama CD. |                   |                                                                          |                   |                   |
| 10                                                                              | 18 novembre 2014  | 978-4-09-451523-7                                                        | —                 |                   |
| 10.5                                                                            | 18 mars 2015      | 978-4-09-451542-8                                                        | —                 |                   |
| 11                                                                              | 24 juin 2015      | 978-4-09-451558-9                                                        | —                 |                   |
| 12                                                                              | 19 septembre 2017 | 978-4-09-451674-6                                                        | —                 |                   |
| 13                                                                              | 20 novembre 2018  | 978-4-09-451762-0                                                        | —                 |                   |
| 14                                                                              | 19 novembre 2019  | 978-4-09-451781-1                                                        | —                 |                   |

## Manga
La première adaptation en manga de la série, nommée Yahari ore no seishun Love Come wa machigatteiru.: Monologue (やはり俺の青春ラブコメはまちがっている。-妄言録-), est dessinée par Rechi Kazuki ; elle est lancée dans le 10e numéro de 2012 du magazine de prépublication de seinen manga Monthly Big Gangan, paru le 25 septembre 2012. La série s'est terminée le 25 avril 2023. Les chapitres sont rassemblés et édités dans le format tankōbon par Square Enix avec le premier volume publié en mars 2013 ; la série compte à ce jour vingt-deux volumes tankōbon.
Une deuxième série, intitulée Yahari ore no seishun Love Come wa machigatteiru.: @comic (やはり俺の青春ラブコメはまちがっている。＠ｃｏｍｉｃ), est dessinée par Naomichi Io ; elle est lancée dans le numéro de janvier 2013 du magazine de prépublication de seinen manga Monthly Sunday Gene-X, paru le 19 décembre 2012. La série s'est terminée dans le numéro de mars 2023 qui a été publié le 17 février 2023. Les chapitres sont rassemblés et édités dans le format tankōbon par Shōgakukan avec le premier volume publié en mai 2013 ; la série compte à ce jour vingt-deux volumes tankōbon. Il a été annoncé dans le 14e volume que la série approche de sa fin. En juillet 2018, Ototo a annoncé l'obtention de la licence du manga pour la version française sous le nom My Teen Romantic Comedy is Wrong as I Expected: @comic et dont les deux premiers volumes sont sortis en septembre 2018.
La troisième série est réalisée par Yūta Taneda et s'intitule Yahari 4-koma demo ore no seishun Love Come wa machigatte iru. (やはり4コマでも俺の青春ラブコメはまちがっている。). Un chapitre servant d'aperçu a été publié dans le numéro de mai 2013 du magazine Manga 4-koma Palette, publié le 22 mars 2013, avant que la série soit officiellement lancée dans le numéro de juin 2013, paru le 22 avril 2013. Le dernier chapitre est publié dans le numéro d'août 2015, sorti le 22 juin 2015. Les chapitres sont rassemblés et édités dans le format tankōbon par Ichijinsha pour un total de deux volumes entre juin 2014 et juillet 2015,.

### Liste des volumes

#### Yahari ore no seishun Love Come wa machigatteiru.: Monologue
| no | Japonais         | Japonais          |
| no | Date de sortie   | ISBN              |
| -- | ---------------- | ----------------- |
| 1  | 19 mars 2013     | 978-4-7575-3925-9 |
| 2  | 20 août 2013     | 978-4-7575-4031-6 |
| 3  | 25 décembre 2013 | 978-4-7575-4193-1 |
| 4  | 24 mai 2014      | 978-4-7575-4318-8 |
| 5  | 18 novembre 2014 | 978-4-7575-4466-6 |
| 6  | 18 mars 2015     | 978-4-7575-4581-6 |
| 7  | 18 juin 2015     | 978-4-7575-4663-9 |
| 8  | 25 décembre 2015 | 978-4-7575-4845-9 |
| 9  | 25 juillet 2016  | 978-4-7575-5062-9 |
| 10 | 25 janvier 2017  | 978-4-7575-5226-5 |
| 11 | 25 août 2017     | 978-4-7575-5456-6 |
| 12 | 24 mars 2018     | 978-4-7575-5675-1 |
| 13 | 25 mars 2019     | 978-4-7575-5897-7 |
| 14 | 25 juin 2019     | 978-4-7575-6174-8 |
| 15 | 25 novembre 2019 | 978-4-7575-6359-9 |
| 16 | 25 mars 2020     | 978-4-7575-6578-4 |
| 17 | 22 juillet 2020  | 978-4-7575-6714-6 |
| 18 | 25 janvier 2021  | 978-4-7575-7052-8 |
| 19 | 26 juillet 2021  | 978-4-7575-7380-2 |
| 20 | 25 mars 2022     | 978-4-7575-7841-8 |
| 21 | 25 novembre 2022 | 978-4-7575-8272-9 |
| 22 | 25 juillet 2023  | 978-4-7575-8693-2 |

#### My Teen Romantic Comedy is Wrong as I Expected: @comic
| no | Japonais          | Japonais          | Français          | Français          |
| no | Date de sortie    | ISBN              | Date de sortie    | ISBN              |
| -- | ----------------- | ----------------- | ----------------- | ----------------- |
| 1  | 17 mai 2013       | 978-4-09-157349-0 | 21 septembre 2018 | 978-2-3771-7152-1 |
| 2  | 19 novembre 2013  | 978-4-09-157362-9 | 21 septembre 2018 | 978-2-3771-7153-8 |
| 3  | 19 mai 2014       | 978-4-09-157377-3 | 9 novembre 2018   | 978-2-3771-7179-8 |
| 4  | 19 novembre 2014  | 978-4-09-157396-4 | 17 mai 2019       | 978-2-3771-7194-1 |
| 5  | 19 mai 2015       | 978-4-09-157417-6 | 25 octobre 2019   | 978-2-3771-7224-5 |
| 6  | 19 novembre 2015  | 978-4-09-157430-5 | 31 janvier 2020   | 978-2-3771-7251-1 |
| 7  | 17 juin 2016      | 978-4-09-157450-3 | 2 décembre 2022   | 978-2-3771-7293-1 |
| 8  | 18 novembre 2016  | 978-4-09-157464-0 | 7 juillet 2023    | 978-2-3771-7355-6 |
| 9  | 19 mai 2017       | 978-4-09-157486-2 | —                 |                   |
| 10 | 17 novembre 2017  | 978-4-09-157506-7 | —                 |                   |
| 11 | 18 mai 2018       | 978-4-09-157525-8 | —                 |                   |
| 12 | 19 novembre 2018  | 978-4-09-157550-0 | —                 |                   |
| 13 | 19 avril 2019     | 978-4-09-157563-0 | —                 |                   |
| 14 | 19 novembre 2019  | 978-4-09-157581-4 | —                 |                   |
| 15 | 19 mars 2020      | 978-4-09-157592-0 | —                 |                   |
| 16 | 18 septembre 2020 | 978-4-09-157606-4 | —                 |                   |
| 17 | 19 février 2021   | 978-4-09-157623-1 | —                 |                   |
| 18 | 19 juillet 2021   | 978-4-09-157642-2 | —                 |                   |
| 19 | 17 décembre 2021  | 978-4-09-157664-4 | —                 |                   |
| 20 | 19 mai 2022       | 978-4-09-157679-8 | —                 |                   |
| 21 | 19 octobre 2022   | 978-4-09-157691-0 | —                 |                   |
| 22 | 18 avril 2023     | 978-4-09-157750-4 | —                 |                   |

#### Yahari 4-koma demo ore no seishun Love Come wa machigatte iru.
| no | Japonais        | Japonais          |
| no | Date de sortie  | ISBN              |
| -- | --------------- | ----------------- |
| 1  | 21 juin 2014    | 978-4-7580-8203-7 |
| 2  | 22 juillet 2015 | 978-4-7580-8243-3 |

## Anime
Une adaptation en série télévisée d'animation a été annoncée par Shōgakukan en juillet 2012. Celle-ci est réalisée par Ai Yoshimura au sein du studio d'animation Brain's Base avec les scripts écrits par Shōtarō Suga et les character designs de Yū Shindō. Les seiyū du drama CD ont gardé leurs rôles pour la série. Celle-ci est diffusée pour la première fois au Japon entre le 5 avril et le 28 juin 2013 sur la chaîne TBS, et un peu plus tard sur MBS, CBC et BS-TBS. Composée de 13 épisodes, la série adapte les six premiers romans bien que le dernier soit un épisode original avec un scénario de l'auteur, Wataru Watari. Un OAV est sorti avec l'édition limitée du jeu sur PlayStation Vita, Yahari Game demo ore no seishun Love Come wa machigatteiru., en septembre 2013 dont Wataru Watari a également participé a l'écriture de cet épisode.
En avril 2014, Shōgakukan a indiqué qu'une importante annonce sera faite à propos de la série qui s'est révélée être l'annonce de la production d'une deuxième saison,. À la différence de la première saison, Yahari ore no seishun Love Come wa machigatteiru. Zoku (やはり俺の青春ラブコメはまちがっている。 続) est produite par le studio feel. avec une réalisation de Kei Oikawa à la place de Ai Yoshimura, et Yuichi Tanaka remplace Yū Shindō en tant que character designer. Celle-ci est diffusée pour la première fois au Japon entre le 3 avril et le 26 juin 2015 sur TBS et CBC, et un peu plus tard sur TUT, MBS et BS-TBS. Un OAV est sorti avec l'édition limitée du second jeu sur PlayStation Vita, Yahari Game demo ore no seishun Love Come wa machigatteiru. Zoku, en juillet 2016 dont le scénario suit une histoire centrée sur le personnage d'Iroha Isshiki publiée dans le roman 10.5.
La production d'une troisième saison est annoncée le 19 mars 2019. Intitulée Yahari ore no seishun Love Come wa machigatteiru. Kan (やはり俺の青春ラブコメはまちがっている。 完), elle est de nouveau réalisée par Kei Oikawa au sein du studio feel. avec cette fois-ci les scripts de Keiichirō Ōchi, et Yuichi Tanaka revient en tant que character designer. Cette saison couvre la fin de l'histoire. Elle était initialement prévue d'être diffusée à partir du 10 avril 2020, ; le 7 avril 2020, il a été annoncé que la diffusion de la troisième saison OreGairu. Kan est repoussée à une date ultérieure en raison de la pandémie de Covid-19 au Japon,. La troisième saison est diffusée entre le 10 juillet et le 25 septembre 2020 sur TBS et MBS, et un peu plus tard sur BS-TBS, CBC et SBS. Douze épisodes composent cette saison, répartis dans six coffrets Blu-ray/DVD.
Dans les pays francophones en Europe, elle était diffusée en simulcast par Kazé sur kzplay puis sur Anime Digital Network (ADN) sous le titre My Teen Romantic Comedy SNAFU. Elle était également diffusée sur KZTV en juin 2015 en VOSTFR. La deuxième saison était diffusée en streaming sur ADN sous le titre My Teen Romantic Comedy SNAFU TOO!. Après avoir été retirés de son catalogue pendant un certain temps, les deux premières saisons sont de nouveau sur ADN depuis avril 2020,. Sentai Filmworks, qui détient la licence des deux premières saisons en Amérique du Nord,, a acquis celle de la troisième saison dans le monde entier, et la diffuse en simulcast sur sa plateforme HIDIVE en dehors de l'Asie, des pays européens francophones et germanophones et l'Italie avant une sortie physique en Amérique du Nord,. Pour les pays européens francophones, la plateforme ADN diffuse en simulcast la troisième saison sous le titre My Teen Romantic Comedy SNAFU Climax ; en France, la chaîne J-One diffuse également cette saison en version originale sous-titré français depuis le 30 juillet 2020.

### Musiques
| Saisons                                          | Début      | Début                      | Début       | Fin        | Fin                                                        | Fin                                                            |
| Saisons                                          | Épisodes   | Titre                      | Artiste(s)  | Épisodes   | Titre                                                      | Artiste(s)                                                     |
| ------------------------------------------------ | ---------- | -------------------------- | ----------- | ---------- | ---------------------------------------------------------- | -------------------------------------------------------------- |
| My Teen Romantic Comedy SNAFU (1re saison)       | 1 - 13 OAV | Yukitoki (ja) (ユキトキ)   | Nagi Yanagi | 1 - 13 OAV | Hello Alone                                                | Yukino Yukinoshita (Saori Hayami) & Yui Yuigahama (Nao Tōyama) |
| My Teen Romantic Comedy SNAFU TOO! (2e saison)   | 1 - 13 OAV | Haru modoki (ja) (春擬き)  | Nagi Yanagi | 1 - 13 OAV | Everyday World (エブリデイワールド, Eburideiwārudo)        | Yukino Yukinoshita (Saori Hayami) & Yui Yuigahama (Nao Tōyama) |
| My Teen Romantic Comedy SNAFU Climax (3e saison) | 1 - 11     | Megumi no ame (芽ぐみの雨) | Nagi Yanagi | 1 - 11     | Diamond no jundo (ダイヤモンドの純度, Daiyamondo no jundo) | Yukino Yukinoshita (Saori Hayami) & Yui Yuigahama (Nao Tōyama) |

## Réception
Pour la première moitié de 2020, l'Oricon indique que la série est la 7e des light novel les plus vendus sur des ventes de 18 novembre 2019 au 17 mai 2020 avec un total de 256 704 exemplaires, dont le 14e et dernier volume a écoulé 170 974 copies, qui est 5e du classement par volume sur la même période.